# Volkswagen Golf
Volkswagen Golf este o mașină compactă/mașină de familie mică (segmentul C) fabricată de producătorul german de automobile Volkswagen din 1974, comercializată în întreaga lume de-a lungul a opt generații, în diverse configurații de caroserie și sub diferite nume – inclusiv ca Volkswagen Rabbit în Statele Unite și Canada (Mk1 și Mk5), și ca Volkswagen Caribe în Mexic (Mk1).
Prima generație de Golf avea un motor răcit cu apă, tracțiune față care a fost introdusă de Citroën Traction Avant în 1934 și un spate tăiat care a fost folosit pentru prima dată pe Renault 4 în 1961. Golful a fost desemnat de revista Wheels drept mașina anului în 1975. Numele este o prescurtare de la Golf-Strom, denumirea germană a curentului Gulf Stream, fiind numit astfel pentru a-i accentua caracterul internațional.
Golful nu a fost primul design cu această configurație (alte exemple timpurii fiind BMC Mini în 1959, Austin Maxi și Fiat 128 3P, ambele apărute în 1969). Succesul lui s-a datorat, în mare parte, reputației pe care o avea Volkswagen din punct de vedere al fiabilității.
De design-ul Golf-ului s-a ocupat Giorgetto Giugiaro, de la studioul ItalDesign.
Versiunea GTI, lansată în Europa în 1977 și în SUA în 1983, a creat peste noapte segmentul compactelor sportive, de atunci mulți alți producători creând versiuni sportive ale compactelor aflate în producție. Volkswagen dorea să producă doar 5000 de unități, dar datorită succesului de care s-a bucurat aceasta a rămas în producție. A fost una dintre primele mașini mici ce au adoptat injecția pentru modelele sport, ceea ce a crescut puterea motorului de 1588 cmc la 108cp (81kw). În 2004, Sports Car International, a amplasat Golf-ul 1 GTI pe locul 3 în topul mașinilor anilor '80.
În 1980 a avut loc un facelift discret, prin mărirea stopurilor spate (această modificare era mai apropiată de design-ul original Giugiaro), modificarea barelor de protecție și, pentru versiunile americane, faruri pătrate și un nou bord, mai modern.

## Prima generație (Mk1/A1, Typ 17; 1974)

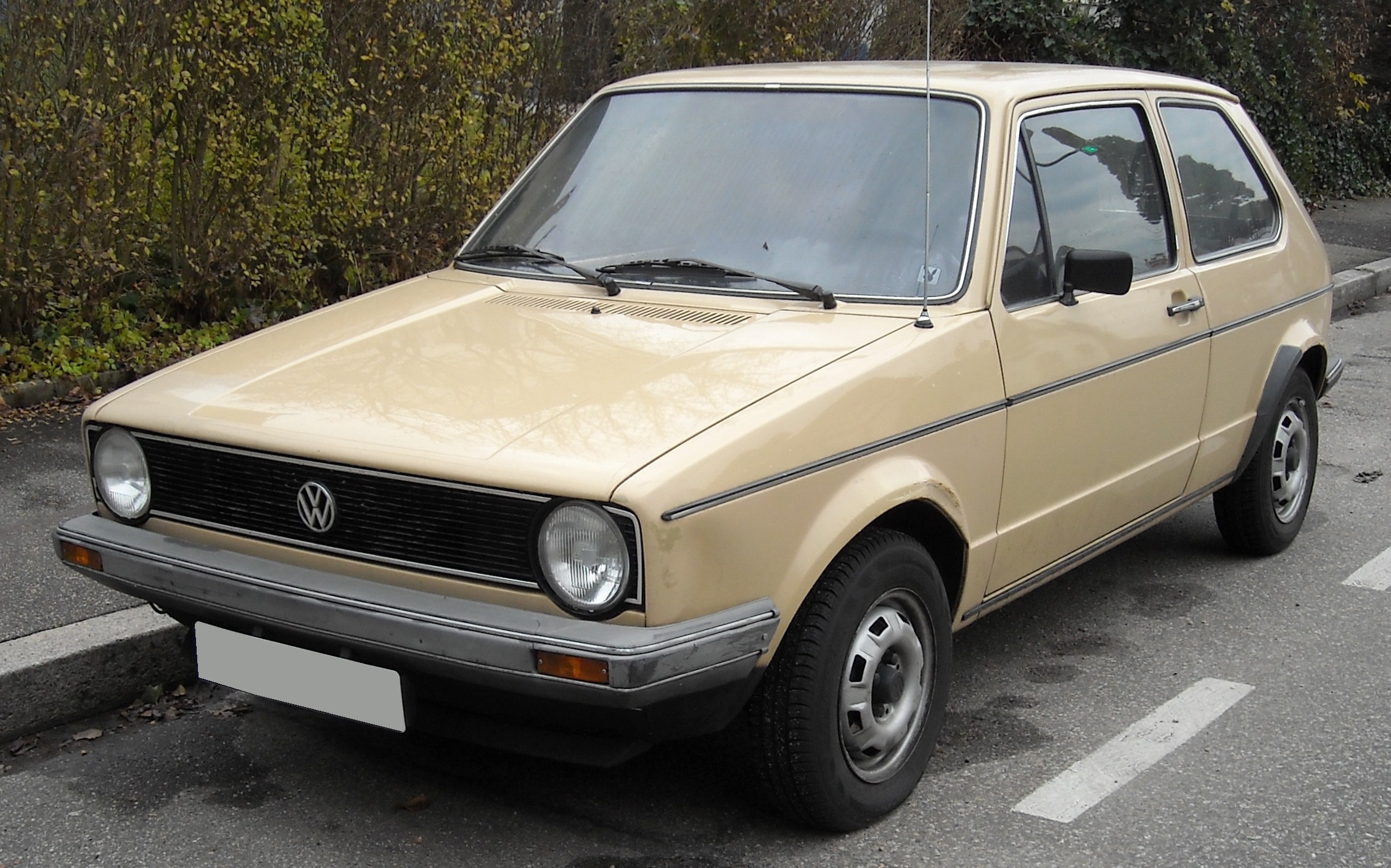
Volkswagen Golf 3-door (Europa)

La 14 martie 1974, Volkswagen a prezentat prima generație de Golf ca un înlocuitor modern cu tracțiune față pentru Volkswagen Beetle. Variațiile ulterioare de Golf au inclus Golf GTI (introdus în iunie 1976 cu un motor de 1,6 litri cu injecție de combustibil, capabil să atingă 180 km/h), o versiune cu motor diesel (din septembrie 1976), versiunea berlină Jetta (din octombrie 1979), Volkswagen Golf Cabriolet (din ianuarie 1980 până în 1994), și o dubă bazată pe Golf, Volkswagen Caddy.
Golf Mk1 a fost vândut ca Volkswagen Rabbit în Statele Unite și Canada și ca Volkswagen Caribe în Mexic.
O versiune cu facelift a Golfului Mk1 a fost produsă în Africa de Sud sub numele de Citi Golf între 1984 și 2009.

## A doua generație (Mk2/A2, Typ 19E/1G; 1983)

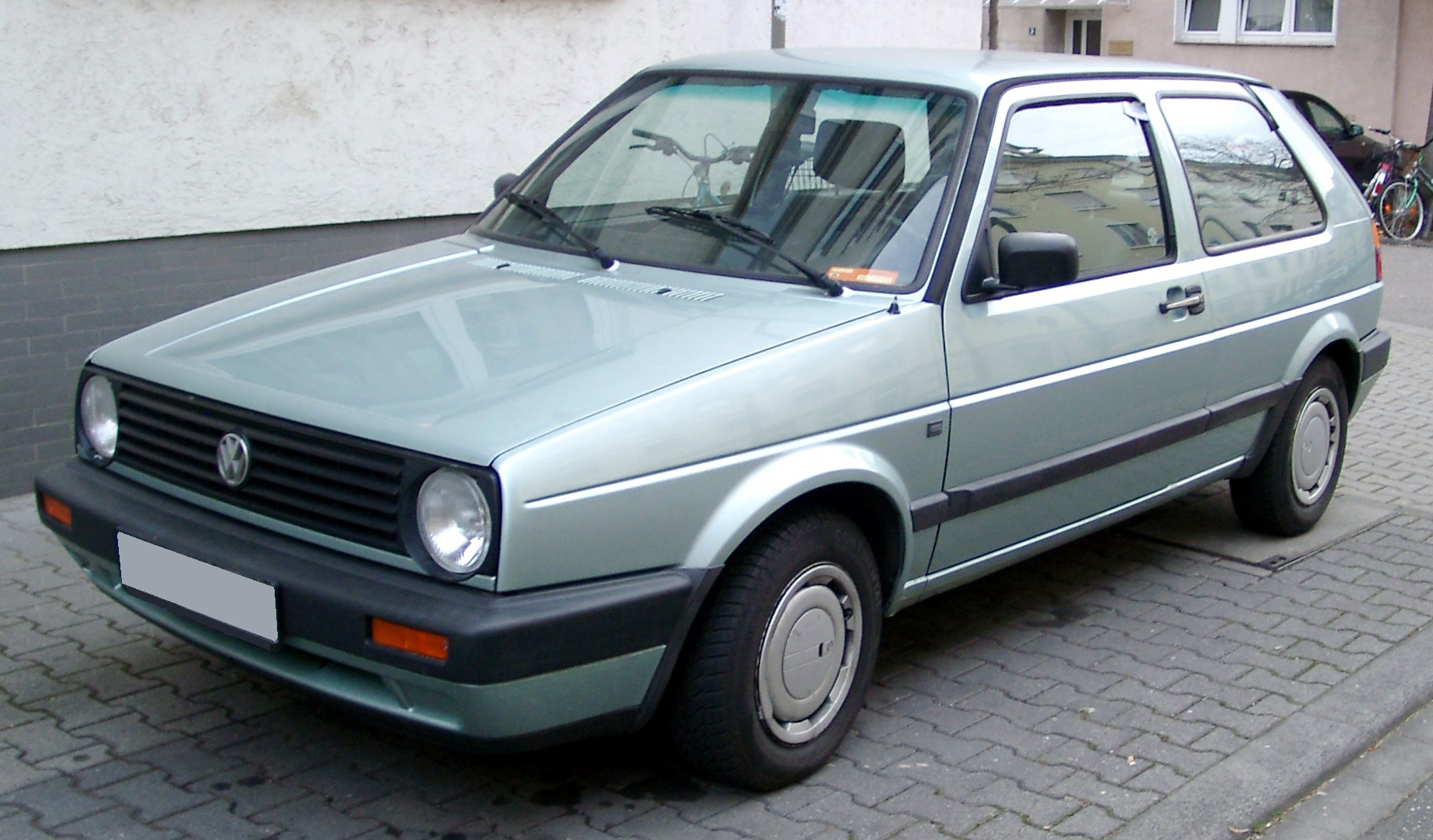
Volkswagen Golf (Europa)

În septembrie 1983 a fost introdusă a doua generație de Golf (Mk2) care a crescut ușor în ceea ce privește ampatamentul, dimensiunile exterioare și interioare, păstrând în același timp, într-o formă mai rotunjită, aspectul general al lui Mk1. Deși a fost disponibil pe piața de origine și într-adevăr pe majoritatea celorlalte piețe cu volanul pe stânga până la sfârșitul anului 1983, nu a fost lansat în Marea Britanie până în martie 1984.
Mk2 GTI avea încă de la lansare un motor de 1,8 litri cu 8 supape cu injecție de combustibil, o versiune cu 16 supape capabilă să depășească 220 km/h fiind introdusă în 1985.
În 1985, primele Golfuri cu tracțiune integrală (Golf Syncro) au fost puse în vânzare, același sistem de tracțiune integrală Syncro fiind folosit și la modelele G60 supraalimentate, lansate exclusiv în Europa continentală în 1989 cu 163 CP și frâne antiblocare (ABS).
A doua generație de Jetta, bazată pe Mk2 a fost lansată în ianuarie 1984. Nu exista un model cabriolet bazat pe Mk2; în schimb, Mk1 Cabriolet a fost produs în continuare pe toată perioada de producție a lui Mk2.

## A treia generație (Mk3/A3, Typ 1H/1E/1V; 1991)

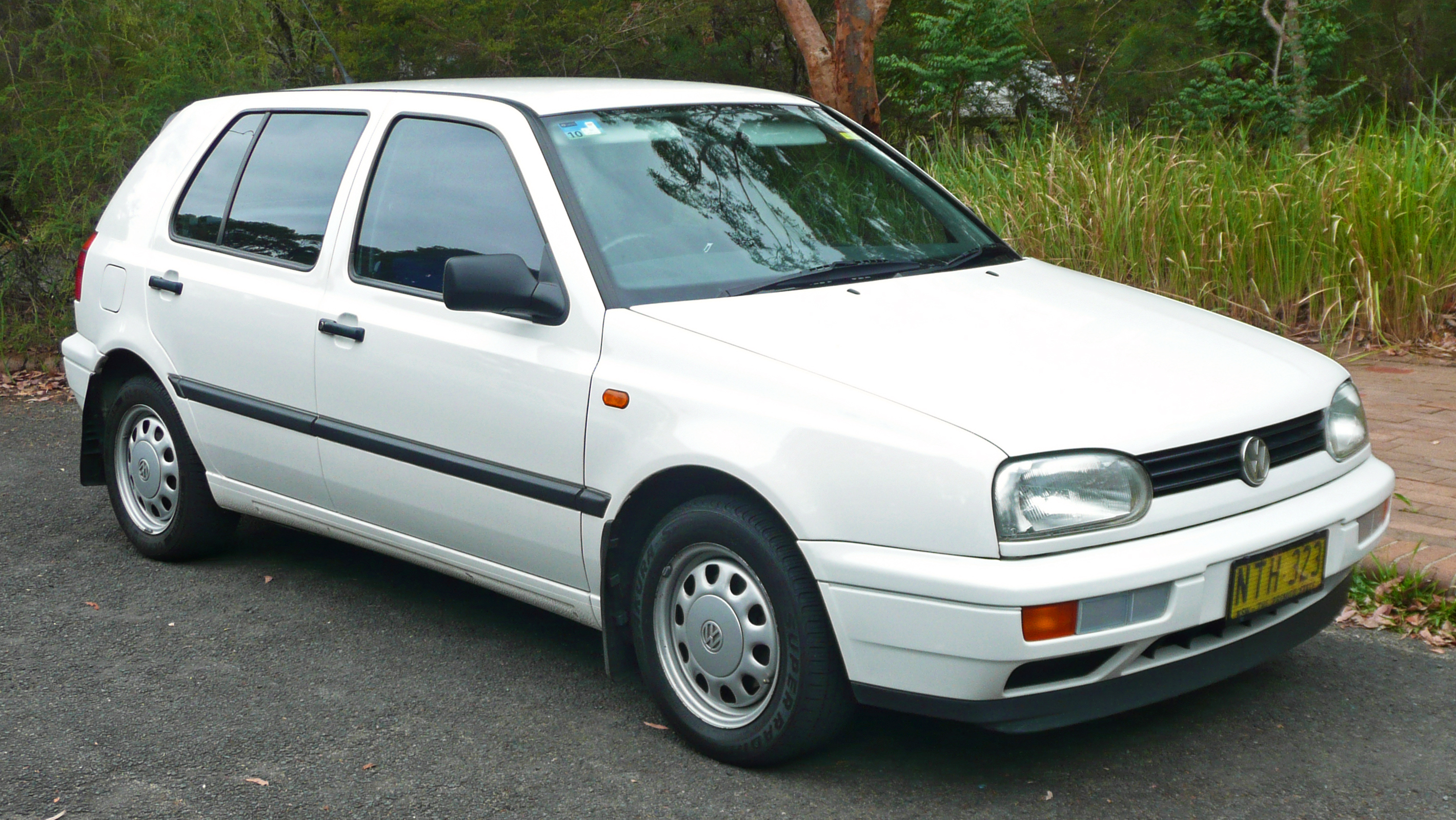
Volkswagen Golf CL (Australia)

A treia generație de Golf (Mk3) și-a făcut debutul în august 1991, și a crescut din nou ușor în comparație cu predecesorul său, în timp ce ampatamentul a rămas neschimbat.
Noile motoare au inclus primul motor diesel cu injecție directă turboalimentată (TD) dintr-un Golf și un motor VR6 de 2,8 litri. Agenția pentru Protecția Mediului din SUA (EPA) estimează că consumul de combustibil este de 9,0 L/100 km (în oraș) și 7,4 L/100 km (pe autostradă). Pentru prima dată, un Golf break (numit Golf Variant) s-a alăturat gamei în septembrie 1993 (deși majoritatea piețelor nu au primit acest model până la începutul anului 1994). În același timp, un Cabriolet complet nou derivat din Mk3 a fost introdus în 1995, înlocuind versiunea bazată pe Mk1, deja veche de 13 ani. Golful Cabrio Mk3 a primit la sfârșitul anului 1999 un facelift în stil Mk4 și a continuat să fie produs până în 2002.
Versiunea notchback, numită Vento (sau Jetta în America de Nord), a fost prezentată în ianuarie 1992.
A fost numită Mașina Anului în Europa în 1992, înaintea noului Citroën ZX și a noului model Opel Astra al General Motors.
Mk3 a continuat să fie vândut până în 1999 în Statele Unite, Canada și părți din America de Sud, iar în Mexic ca o ediție specială numită „Mi” (practic un Golf CL cu 4 uși care avea în plus aer condiționat, un interior special, stopuri spate colorate în negru și frâne antiblocare (ABS), dar fără un radio montat din fabrică). „i”-ul din „Mi” este colorat în roșu, ceea ce indică faptul că a fost echipată cu un sistem de injecție, iar motorul de 1,8 litri a fost modernizat la 2,0 litri. Au fost oferite scaune încălzite pe toate modelele.

## A patra generație (Mk4/A4, Typ 1J; 1997)

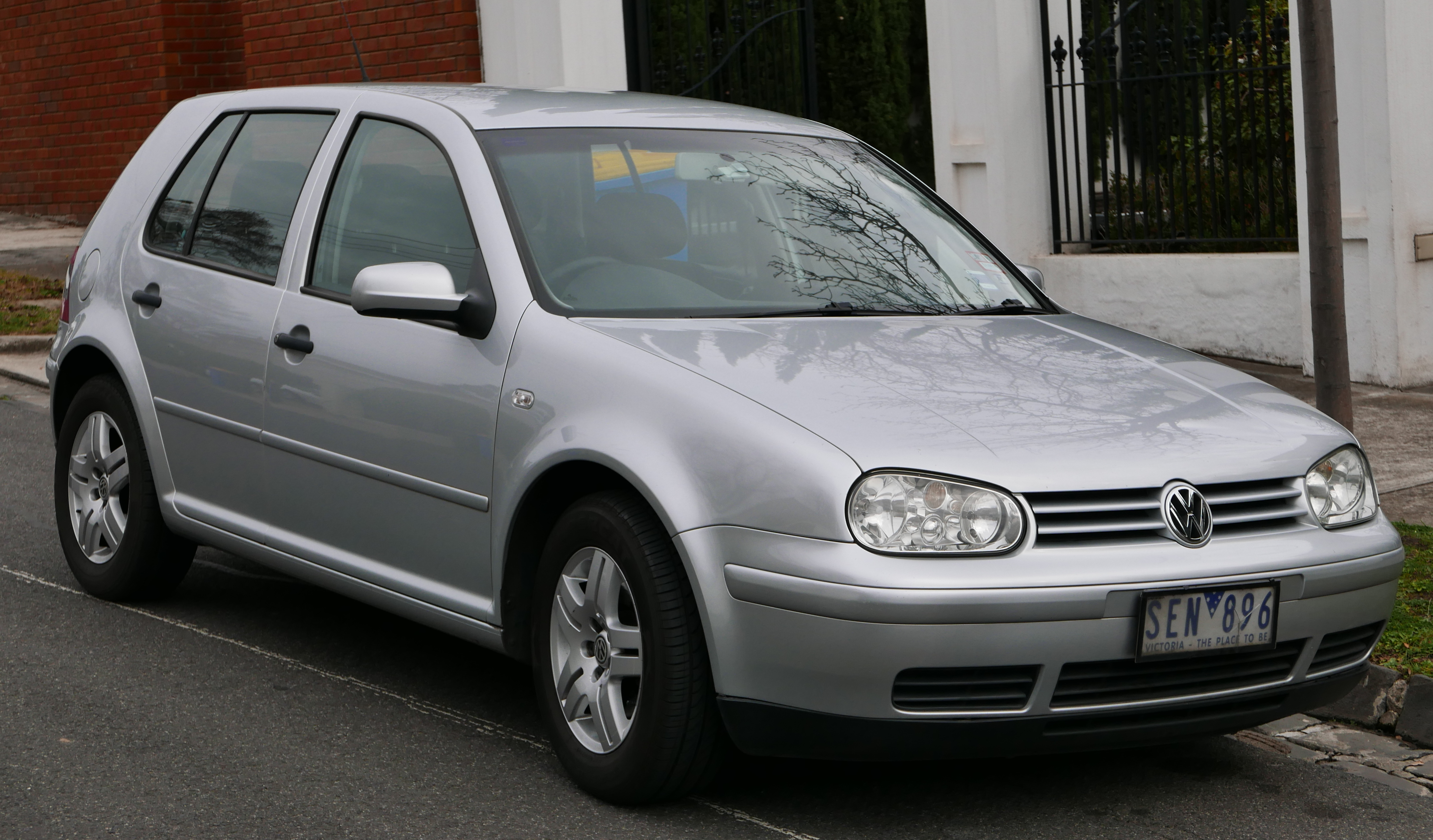
Volkswagen Golf 2.0 Generation (Australia)

Golful Mk4 a fost introdus pentru prima dată în august 1997, urmat în august 1998 de o versiune notchback (numită Bora, sau Jetta în America de Nord) și o nouă versiune break în martie 1999. Nu a existat un Cabriolet derivat din Mk4, deși Cabrioletul Mk3 a primit un facelift la sfârșitul anului 1999 care a constat în noi bare de protecție față și spate, grilă și faruri, similare cu cele găsite pe modelele Mark IV.
Ca și în cazul celor trei generatii anterioare ale Golfului, piața din Marea Britanie a primit fiecare versiune cu câteva luni mai târziu decât restul Europei. Versiunea hatchback a fost lansată acolo în primăvara lui 1998, iar break-ul aproximativ 12 luni mai târziu (aproximativ în aceeași perioadă cu Bora).
Noile modele de înaltă performanță au inclus Golful „R32” cu tracțiune integrală cu motor VR6 de 3,2 litri introdus în 2002, Golf „V6 4Motion” cu motor VR6 de 2,8 litri, precum și celebrul 1,8T (turbo) cu 4 cilindri, folosit la diverse modele ale Grupului Volkswagen.

## A cincea generație (Mk5/A5, Typ 1K; 2003)

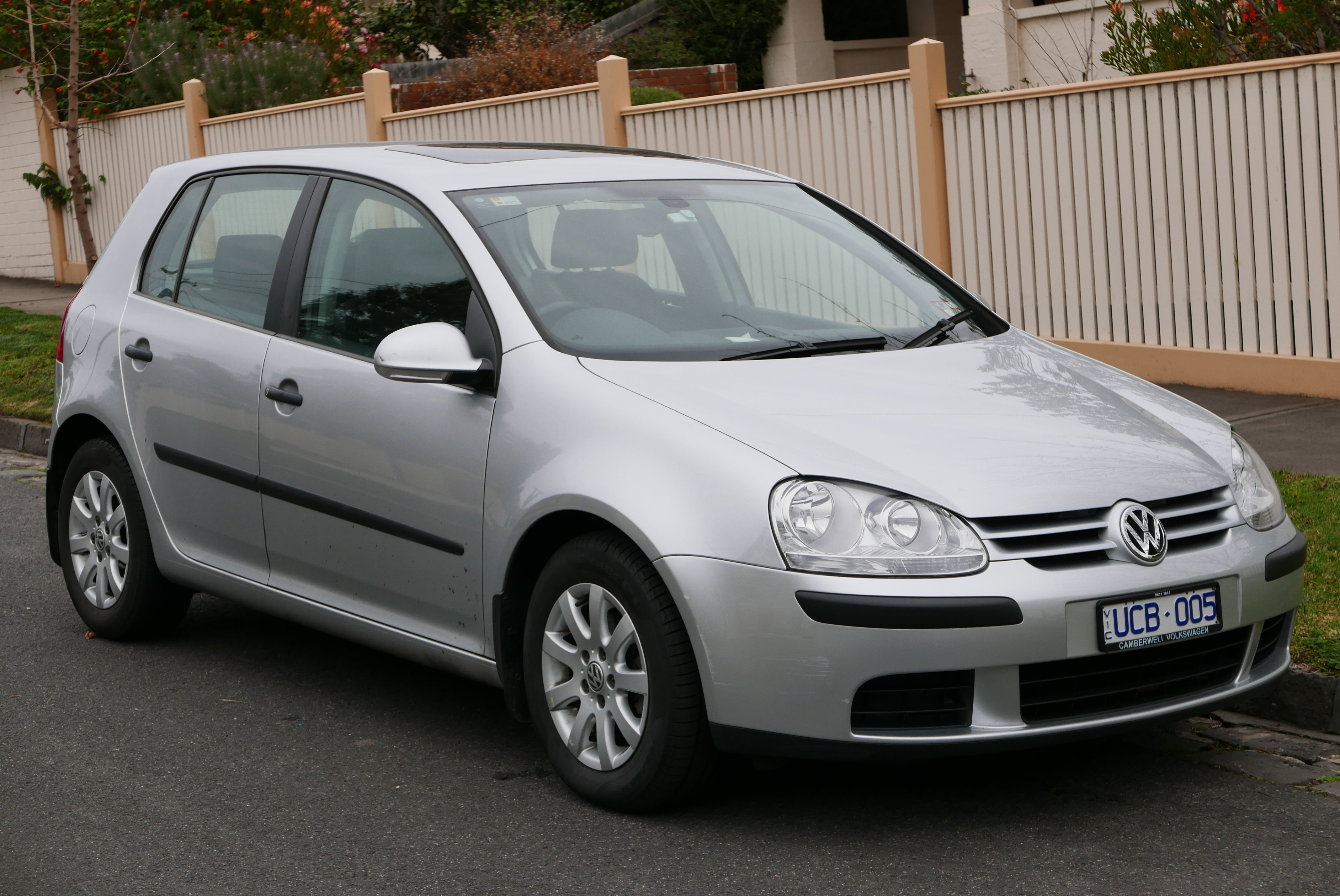
Volkswagen Golf Comfortline (Australia)

## A șasea generație (Mk6/A6, Typ 5K; 2008)

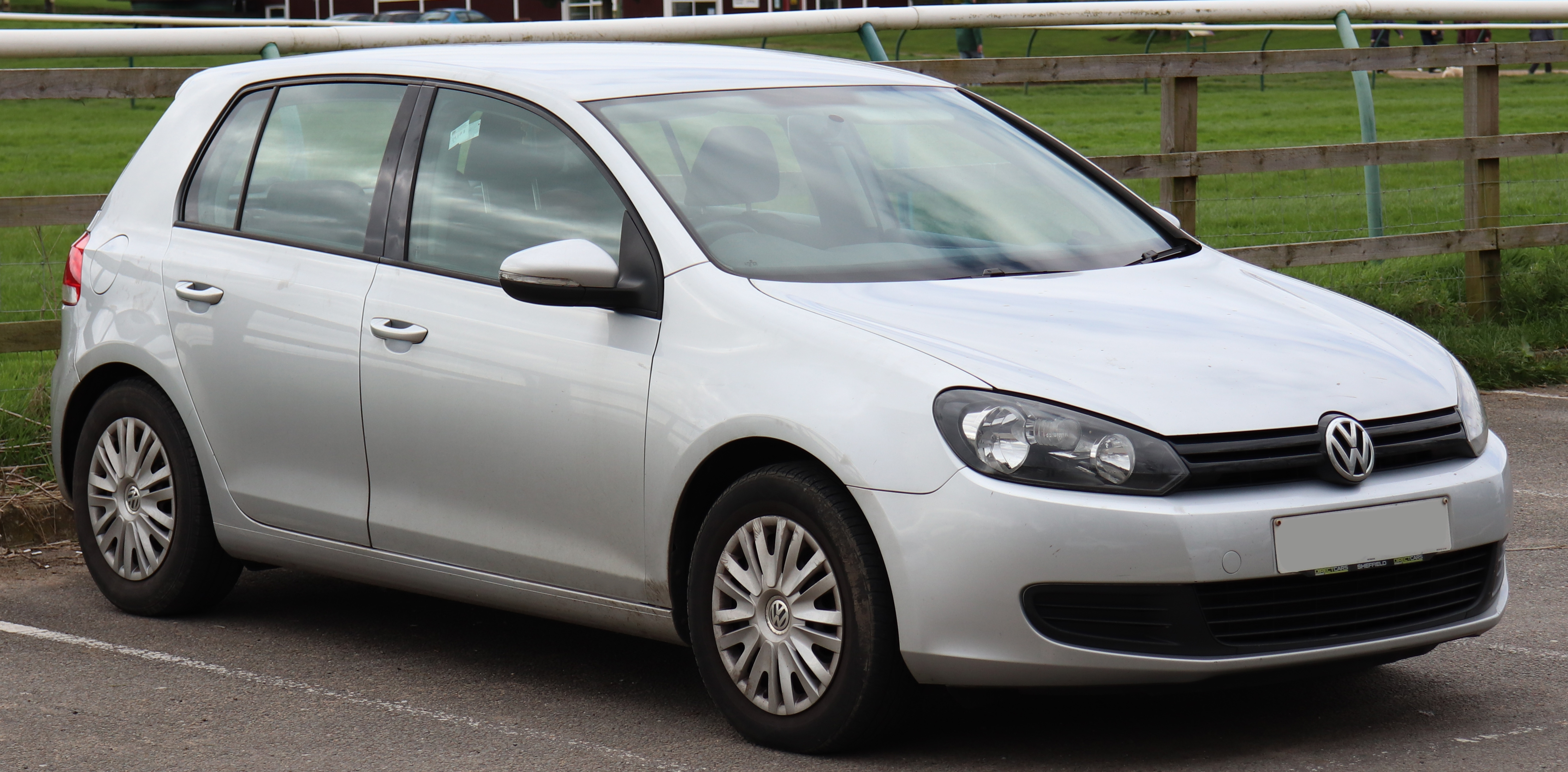
Volkswagen Golf TDI (Regatul Unit)

## A șaptea generație (Mk7, Typ 5G; 2012)

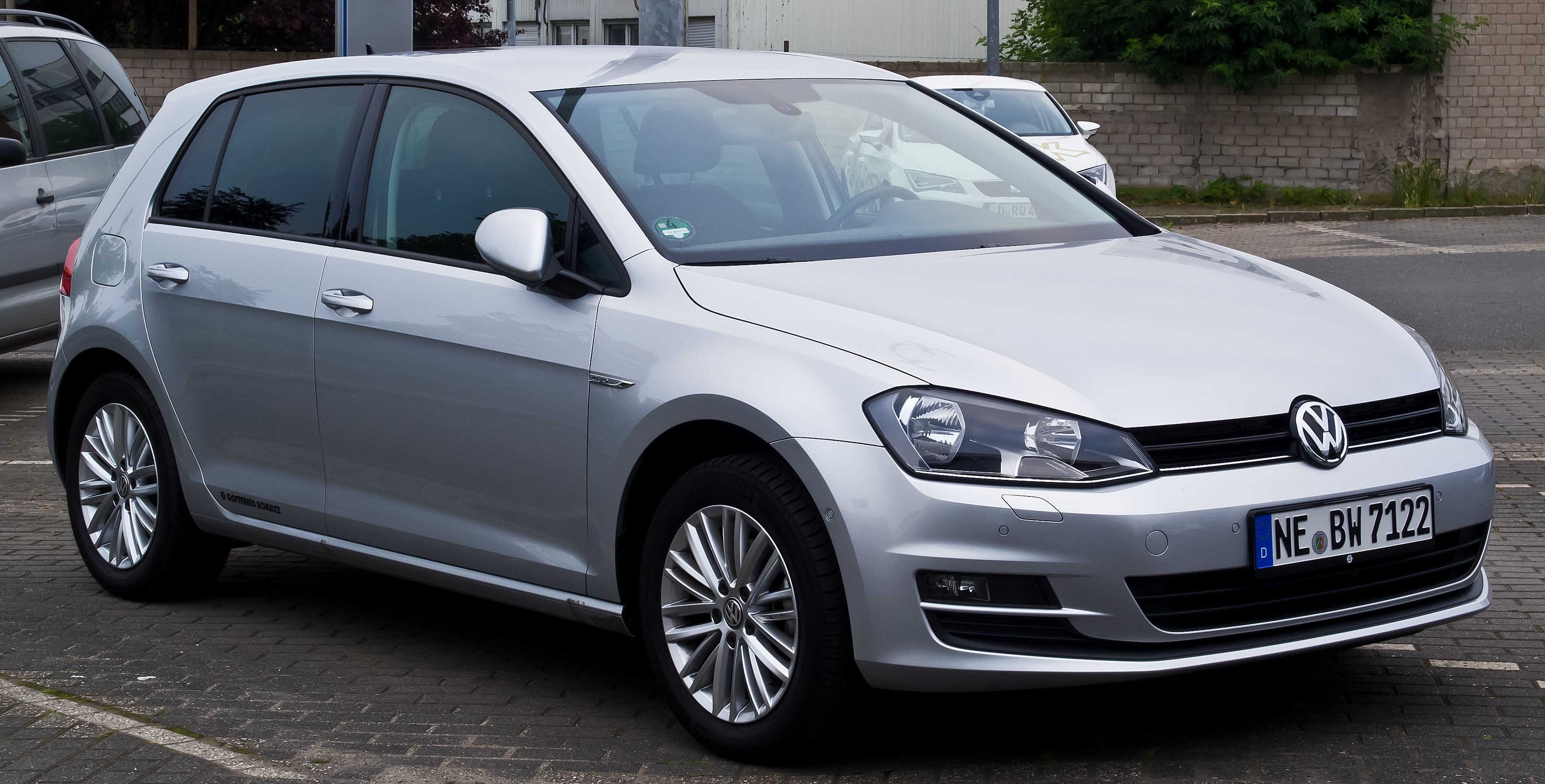
Volkswagen Golf 1.4 TSI BlueMotion (Germania; pre-facelift)

## A opta generație (Mk8, CD1; 2019)

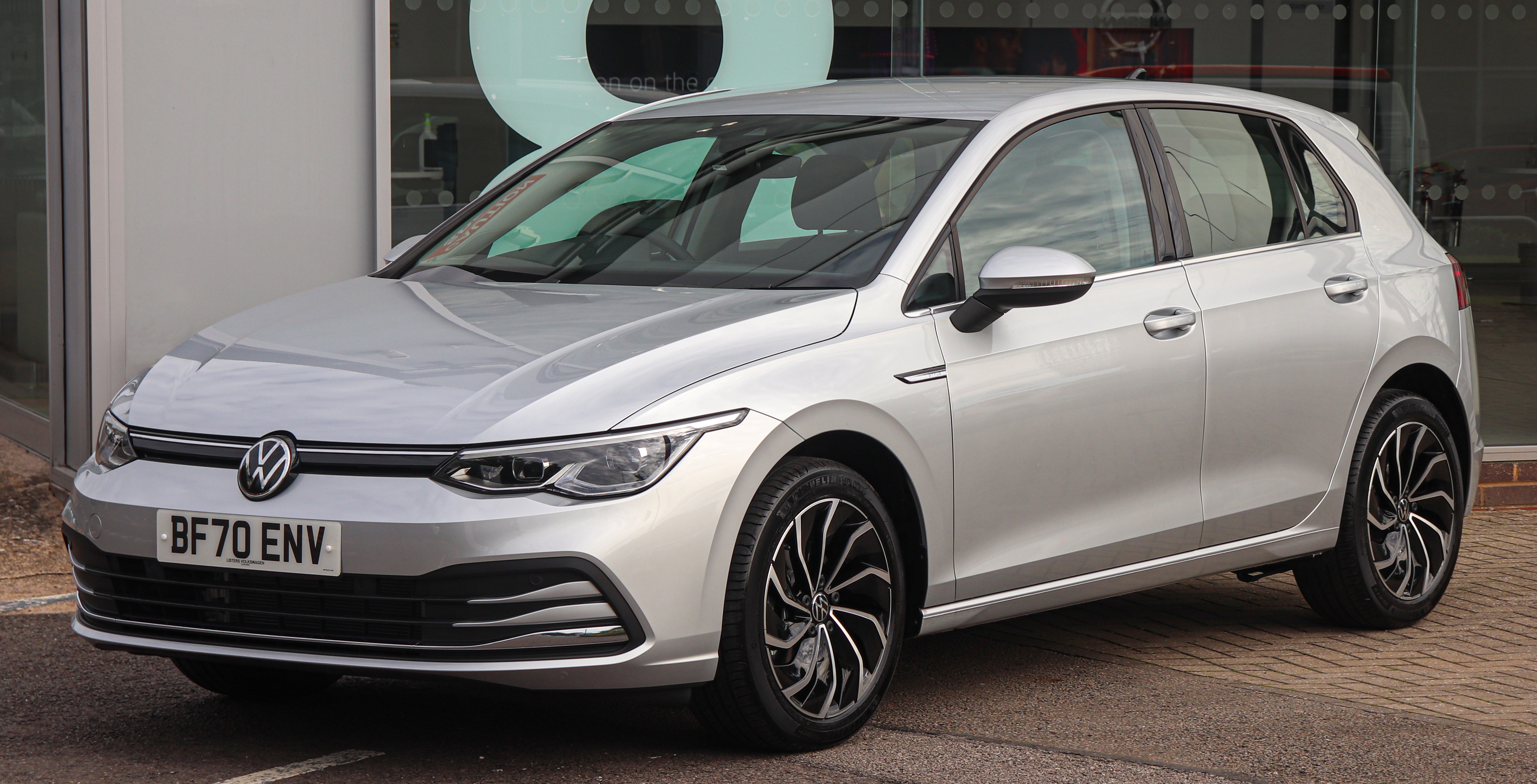
Volkswagen Golf Style 1.5 TSI